# سيسكويتربين لاكتون
سيسكويتربين لاكتون هي فئة من المركبات الكيميائية؛ هم سيسكويتربين لاكتون (بنيت من ثلاث وحدات من الايزوبرين) وتحتوي على حلقة لاكتون، ومن هنا جاءت تسميته. توجد في العديد من النباتات ويمكن أن تسبب الحساسية والسمية إذا تناولت جرعة زائدة، خاصة عند رعي الماشية.  كما يوجد بعضها في الشعاب المرجانية مثل Maasella edwardsi.

## الأنواع

الأشكال البنائية لبعض السيسكويتربين لاكتون:
A: Germacranolides, B: Heliangolides, C+D: Guaianolides, E: Pseudoguaianolides, F: Hypocretenolides, G: Eudesmanolides.

يقسم السيسكويتربين لاكتون إلى عدة فئات تتضمن germacranolides, heliangolides, guaianolides, pseudoguaianolides, hypocretenolides, وeudesmanolides.

## الأمثلة
الأرتيميسينين، وهو مركب جديد فعال مضاد للملاريا، هو لاكتون سيسكايتبرين الموجود في نبات أَفسِنْتين الصيني (عشبةٌ معمّرةٌ من المركّباتِ الأنبوبيّة الزهر تُستعمَلُ في الطِّبّ). لاكتوسين، ديسوكسين لاكتوسين، لاكتوكوبيسيرين، لاكتوسين-15-أوكزيلات، لاكتوكوبيسيرين-15-أوكزيلات الموجودة في الخس والسبانخ، مما يعطي معظم المذاق المر لهذه المحاصيل.
واحد من الايوديسمانولايد , 3-oxo-5αH,8βH-eudesma-1,4(15),7(11)-trien-8,12-olide , يمكن أن تعمل مع حمض الفيرنوليك وغيرها من المركبات في النباتات للحد من الالتهاب. 

## النباتات المحتوية على سيسكويتربين_لاكتون
بعض النباتات التي تحتوي على هذه المركبات تشمل:
- خرشوف
- Boneset الغافثية المثقوبة  [لغات أخرى]‏[3]
- أرقطيون
- Calea ternifolia
- بابونج
- أقحوان
- لزيق
- أقحوان زهرة الذهب
- غيردية
- جنكة
- غار[4]
- خس (خس)
- Marsh elder
- Mugwort
- Parthenium
- جعده  [لغات أخرى]‏
- غرديب شروني
- دمسيسة
- دغل عشبي
- Sneezeweed
- سبانخ
- ليسوم حقيقي
- دوار الشمس
- فرنونية[5]
- شيح
- قنطريون صيفي
- فرنونية

مثبطات استشعار النّصاب
تم العثور على سيسكويتربين_لاكتون لامتلاكها القدرة على منع استشعار النصاب في البكتيريا ().